# Alessandro Oliva
Pour les articles homonymes, voir Oliva.
Alessandro Oliva (né à Coboccolino en Ombrie, Italie, alors dans les États pontificaux, en 1409, et mort à Tivoli le 20 août 1463) est un cardinal italien du XVe siècle. Il est membre des ermites de saint Augustin.

## Repères biographiques
Oliva est professeur de philosophie au couvent des augustins à Pérouse, provincial de son ordre dans les Marches d'Ancône, prieur du couvent de Pérouse et vicaire général de la congrégation de Pérouse. Il est nommé procurateur général de son ordre par le pape Eugène IV. Oliva est prêcheur connu en Italie. Il participe au concile de Bâle. En 1458 il est nommé vicaire général de son ordre et en 1459 élu prieur général au chapitre général à Tolentino.
Le pape Pie II le crée cardinal lors du consistoire du 5 mars 1460. En 1461 il est camerlingue du Sacré Collège. Le cardinal Oliva est nommé administrateur de Camerino en 1461. Il est l'auteur de plusieurs traités et sermons, notamment sur la nativité du Christ.